# Erik Goland
Erik Eskil Valter Goland, född Nilsson 26 november 1919 i Ny socken i Värmland, död 7 februari 2009 i Gunnarskogs församling i Arvika kommun, var en svensk journalist och radioman.
Goland föddes i Ny socken i Jösse härad (”Jösse Ny”), växte upp i Arvika och bodde senare vid sjön Racken. Han började att arbeta som reparatör av kontorsmaskiner. På 1940-talet gick han på Brunnsviks folkhögskola. Under fem år var han till sjöss som jungman och kom då också till Helsingfors.
År 1942 började han som frilansjournalist. 1954 fick han ett av Boklotteriets stipendier. 1955–1984 var han anställd vid riksradion där han bland annat var programledare för debattprogrammet Tidsspegeln. I programserien Golands gång intervjuade han människor runt om i glesbygden. Han skrev även krönikor i tidningarna Sia och Signalen.  År 1978 utkom boken En gång i Värmland (Rabén och Sjögren). Goland medverkade 1993 i Solveig Ternströms TV-serie Morsarvet.